# Gregory Hartmayer
Gregory John Hartmayer OFMConv. (ur. 21 listopada 1951 w Buffalo, Nowy Jork) – amerykański duchowny katolicki, franciszkanin konwentualny, arcybiskup Atlanty w stanie Georgia od 2020.

## Życiorys
Po ukończeniu Cardinal O'Hara High School wstąpił do Zakonu Braci Mniejszych Konwentualnych. Nowicjat odbył w Ellicott City w Marylandzie. Śluby wieczyste złożył 15 sierpnia 1973 roku. Święcenia kapłańskie otrzymał 5 maja 1979 w katedrze Niepokalanego Poczęcia NMP w Albany z rąk bpa Howarda Hubbarda. Był następnie wykładowcą w Archbishop Curley High School w Baltimore, gwardianem tamtejszego klasztoru, a także dyrektorem swej rodzimej szkoły średniej w Buffalo. W późniejszych latach sprawował funkcje duszpasterskie jako proboszcz w Jonesboro (1995-2010), a następnie w Lithia Springs. Ponadto od roku 2008 sprawował funkcję dyrektora programu dla nowych kapłanów i był członkiem Komitetu ds. Formacji Kapłanów dla archidiecezji Atlanta.
19 lipca 2011 roku otrzymał nominację na biskupa Savannah. Sakry biskupiej udzielił mu 18 października 2011 abp Wilton Gregory. Współkonsekratorami byli bp John Kevin Boland i bp Luis Rafael Zarama.
5 marca 2020 papież Franciszek mianował go arcybiskupem metropolitą Atlanty. Ingres odbył się 6 maja 2020.